# Менака
Менака (санскр. मेनका) — персонаж индуистской мифологии, одна из самых прекрасных небесных нимф апсар, получившая известность благодаря драме Калидасы «Абхиджняна-Шакунтала».
Царь богов Индра послал Менаку для того, чтобы она соблазнила мудреца Вишвамитру и отвлекла его от совершения аскез. Когда Вишвамитра увидел, как обнажённая Менака принимала омовение в озере, в его сердце проснулось вожделение. Мудрец прервал свою медитацию и в течение нескольких лет занимался с прекрасной апсарой любовью. Менака по-настоящему влюбилась в Вишвамитру, но тот, осознав, что стал жертвой козней Индры, пришёл в великую ярость и проклял Менаку. В результате проклятия, Менака и Вишвамитра были навечно разлучены. Позднее Менака стала матерью Шакунталы, выросшей в ашраме мудреца Канвы и родившей царю Душьянте сына Бхарату.